# کفر ملکی
کفر ملکی (به عربی: كفر ملكي) یک منطقهٔ مسکونی در لبنان است که در شهرستان صیدا واقع شده‌است.